# Einfluss
Einfluss ist die potenzielle oder effektive Wirkung eines Subjekts oder einer Interessengruppe auf eine Zielperson oder -gruppe. Zu unterscheiden ist zwischen Einfluss haben (passiv, eventuell unbewusst) und Einfluss ausüben (aktiv, bewusst). Außerhalb soziologisch-psychologischer Betrachtungen wird der Begriff verwendet, um relevante Einwirkungen auf beliebige Systeme, wie beispielsweise Ökosysteme oder physikalische Abläufe zu benennen. Die Fähigkeit, Einfluss erfolgreich auszuüben, wird Durchsetzungsvermögen (auch Durchsetzungsfähigkeit) genannt.
Wenn im soziologisch-psychologischen Sinne Einfluss bewusst ausgeübt wird, zielt er auf die Veränderung von Einstellungen oder die Korrektur von Überzeugungen; manche Definitionen fassen auch die Herbeiführung einer bestimmten Entscheidung oder eines gewünschten Sozialverhaltens unter die möglichen Ziele der Ausübung von Einfluss; in diesem Fall ist Einfluss von Macht kaum zu unterscheiden. Das bewusste Ausüben von Einfluss setzt notwendigerweise eine persönliche Beziehung zwischen Einflussnehmer und Beeinflusstem voraus; die Grundlagen gelungener Einflussnahme sind oft persönliches Charisma des Einflussnehmers oder (psychische oder materielle) Abhängigkeit des Beeinflussten.
Von besonderer sozialer Relevanz sind religiöser, politischer und wirtschaftlicher Einfluss. Manipulation ist ein verwandter Begriff, der jedoch häufig negativ konnotiert wird. Die Abgrenzung zur „Macht“ ist schwierig und umstritten.

## Einfluss und Macht
Bereits der Soziologe Max Weber (1864–1920) unterschied die Begriffe „Macht“ und „Einfluss“ im Rahmen seiner Forschung nach Formen von „Herrschaft“. Dabei akzentuierte er, dass nicht „jede Art von Chance, ‚Macht‘ und ‚Einfluss‘ auf andere Menschen auszuüben“ als Herrschaft zu bezeichnen sei. Weber verwendete die Begriffe Einfluss und Macht zwar nicht synonym, lieferte allerdings auch keine Definition von „Einfluss“. Abzugrenzen wäre demzufolge die Semantik des Begriffs Einfluss von seiner Definition von Macht. „Macht“ bedeutete bei Weber „jede Chance, innerhalb einer sozialen Beziehung den eigenen Willen auch gegen Widerstreben durchzusetzen, gleichviel, worauf diese Chance beruht“. Ausgehend von dieser klassischen Machtdefinition wurde in der Folge der Machtbegriff von Wissenschaftlern weiterentwickelt, wobei hier unterschiedliche Beziehungsverhältnisse zwischen „Macht“ und „Einfluss“ hergestellt wurden. Ronald Nagy fasste 2002 die von ihm so bezeichnete „Flut von Begriffsbestimmungen“ so zusammen: „Neben der synonymen Verwendung der Begriffe, wird zum einen Einfluss als Oberbegriff und Macht als besondere Ausprägung dargestellt und zum anderen einen strikte (analytische) Trennung vorgeschlagen“.

## Einflussfaktoren
Alfred Meier und Tilman Slembeck unterschieden 1994 folgende „Einflussfaktoren“ im Sinne eines kausalen sozialen Modells:
1. Ausübung von Rechten und Wahrnehmung von Kompetenzen;
2. Gratifikation (Belohnung mit Geld, Aufmerksamkeit oder anderen geschätzten Zuwendungen);
3. persuasive Kommunikation (Überzeugen durch bessere Argumente oder persönliche Eigenschaften; Wissensvorsprung und Überredung);
4. Manipulation (Verschleierung der effektiven Absichten);
5. Identifikationsangebote des (scheinbar) „Stärkeren“ an die Zielgruppe und
6. Konfrontation.[3]

Ob es tatsächlich angemessen ist, alle diese als „Einflussfaktoren“ aufzufassen, oder ob es sich nicht vielmehr um Begriffe handelt, die von Einfluss analytisch abzugrenzen sind (wobei einige von ihnen eventuell besondere Formen von Einfluss darstellen), ist allerdings keineswegs unstrittig.

## Sozialer Einfluss
Sozialer Einfluss der Gesellschaft auf ihre Mitglieder entspringt z. B. dem Wunsch des Individuums nach Zugehörigkeit zu einer Gemeinschaft. Über Präferenzen und Wertvorstellungen einer Gemeinschaft prägen sich soziale Normen aus, welchen sich die Akteure anpassen.
Durch die Angleichung eigener Wertvorstellungen an Gruppenpräferenzen findet eine individuelle Anpassung an gleichgesinnte Gruppen statt. Innerhalb der Gruppen wird die Konformität der Gruppenmitglieder durch Gruppendruck gefördert. Der Zusammenhalt der Gruppe (siehe Kohäsion) setzt ein Mindestmaß an Konformität voraus.
Soziale Normen wirken insofern oft ansteckend und können zur Ausprägung von Angleichungen in Wertvorstellungen und Verhalten führen. Gruppenzugehörigkeit funktioniert häufig über Identifikation, die teilweise auch aus gemeinsam geteilter Geschichte beeinflusst wird. Die Mechanismen können sowohl über die angesprochene kollektive Historizität als auch über symbolische Ortsbezogenheit, Generation (-enschicksal) oder ähnliches hergestellt werden. Eine Angleichung umfasst einen kollektiven Erfahrungsraum, der zu gleichen (kollektiv erarbeiteten) Normalvorstellungen führt. Auch weitere Personen können diesen teilen. Üblicherweise gibt es hierfür Initiationsriten, Inthronisationen innerhalb von Schlüsselsituationen oder -prozessen oder auch durch Rahmenbedingungen bestimmte Anlässe (z. B. gemeinsamer Schulbesuch). Dadurch steigt innerhalb der Gruppe die Verlässlichkeit und Voraussehbarkeit des Verhaltens der Gruppenmitglieder, was die Interaktion in der Gruppe fördert. Dieser Konformitätsdruck kann zu Gleichförmigkeit, vorauseilendem Gehorsam, Obrigkeitshörigkeit und sinkender Toleranz führen.
Allerdings führt diese Art von Konformität zwar zur öffentlichen Erfüllung der Verhaltenserwartungen der Gruppe, aber nicht notwendigerweise zur privaten Akzeptanz ihrer Verhaltensweisen und Annahmen (nach P. D. Allison 1992).
Die Anpassung an Konformitätsforderungen des sozialen Umfelds ist eine verbreitete und in vielen Situationen kaum vermeidbare Leistung. Die Reaktion auf solchen sozialen Druck kann aber auch in Widerstand dagegen bestehen; Konformitätsdruck kann als Gegenbewegung Unabhängigkeitsbestrebungen auslösen. Der Wunsch nach Einmaligkeit und Individualität steht z. B. in Kontrast zum Wunsch nach Gruppenzugehörigkeit (nach K. J. Gergen und M. M. Gergen 1986). Auch Widerstands- und Unabhängigkeitsbewegungen (von Individuen oder Gruppen) können also auf sozialem Einfluss beruhen.
Das Vorliegen von sozialem Einfluss ist demnach nicht davon abhängig, dass der Beeinflusste eine vom Beeinflussenden gewünschte Entwicklung vollzieht: Dies ist ein wesentlicher Unterschied zwischen dem Ausüben von Einfluss und dem Ausüben von Macht. Sozialer Einfluss kann auch stattfinden, ohne dass der Beeinflussende sich dessen bewusst ist. Die Begründung hierfür liegt häufig in der nonverbalen Beeinflussung, sei es durch materielle Statussymbole wie Kleidung, Besitztümer oder aber physische Statussymbole wie Körpersprache, Physiologie, Mimik und Gestik.
Es ist sogar möglich, dass jemand gegen den eigenen Willen Einfluss hat. Der Popstar z. B., der sich gerne exklusiv kleiden möchte, den seine Fans aber seiner Exklusivität berauben, indem sie ihn millionenfach in ihrer Kleidung nachahmen, hat von ihm selbst ganz unerwünscht Einfluss auf eine große Gruppe Menschen – ohne jedoch über sie Einfluss oder Macht aktiv auszuüben. Die unterschiedlichen Funktionsweisen von sozialem Einfluss und sozialer Macht zeigen sich auch daran, dass man von Toten sinnvollerweise sagen kann, dass sie Einfluss haben, aber nicht, dass sie Macht haben. Macht ist begrifflich an Intentionen des Machthabers gebunden, Einfluss dagegen nicht an Intentionen des Einflussreichen.